# 마타도어 (영화)
《마타도어》(영어: The Matador)는 미국에서 제작된 리처드 셰퍼드 감독의 2005년 블랙 코미디 범죄 영화이다. 피어스 브로스넌이 주연과 제작을 맡았다.
2006년 제63회 골든 글로브상에서 브로스넌이 뮤지컬·코미디 영화 부문 남우주연상 후보에 올랐다.

## 줄거리
영업 사원 대니는 아들이 요절한 뒤 결혼 생활이 위태해졌으며 멕시코 계약을 따내지 못하면 직장을 잃을까봐 걱정이 태산 같다. 대니는 멕시코시티 바에서 중년기 위기를 맞아 지쳐 있으며 직업 윤리성을 고민하는 청부 살인 업자 줄리언을 만나 뜻밖의 우정을 쌓게 된다.
6개월 뒤 크리스마스 연휴에 줄리언은 덴버에 위치한 대니의 집에 나타나 애리조나주에서 실행할 마지막 암살을 도와 달라고 부탁한다.

## 출연진
- 피어스 브로스넌 - 줄리언 노블 역
- 그레그 키니어 - 대니 라이트 역
- 호프 데이비스 - 캐럴린 "빈" 라이트 역
- 필립 베이커 홀 - 랜디 씨 역
- 딜런 베이커 - 러벌 씨 역
- 애덤 스콧 - 필 개리슨 역

## 기타 제작진
- 총괄 제작: 애덤 메림스
- 공동 제작: 스티븐 브레이크, 리카르도 델리오, 만프레트 D. 하이드, 거드 커클랜, 수잰 보넷
- 협력 제작: 어맨다 스케라노
- 배역: 시그 더미겔, 어맨다 매키 존슨, 캐시 샌드리치, 웬디 와이드먼
- 미술: 로버트 피어슨
- 의상: 캐서린 마리 토머스